# Reggenza di Sragen
La reggenza di Sragen (in indonesiano: Kabupaten Sragen) è una reggenza dell'Indonesia, situata nella provincia di Giava Centrale.